# Провулок Семена Палія (Київ)
Прову́лок Семена Палія — провулок у Голосіївському районі міста Києва, місцевість Ширма. Пролягає від вулиці Карпатської Січі до вулиці Семена Палія.

## Історія
Провулок виник у середині 50-х років XX століття під назвою Нова вулиця. Назва — з 1955 року, на честь російського міста Тихорєцьк. Сучасна назва — з серпня 2022 року, на честь українського державного та військового діяча Семена Палія.